# Geraldine Fitzgerald

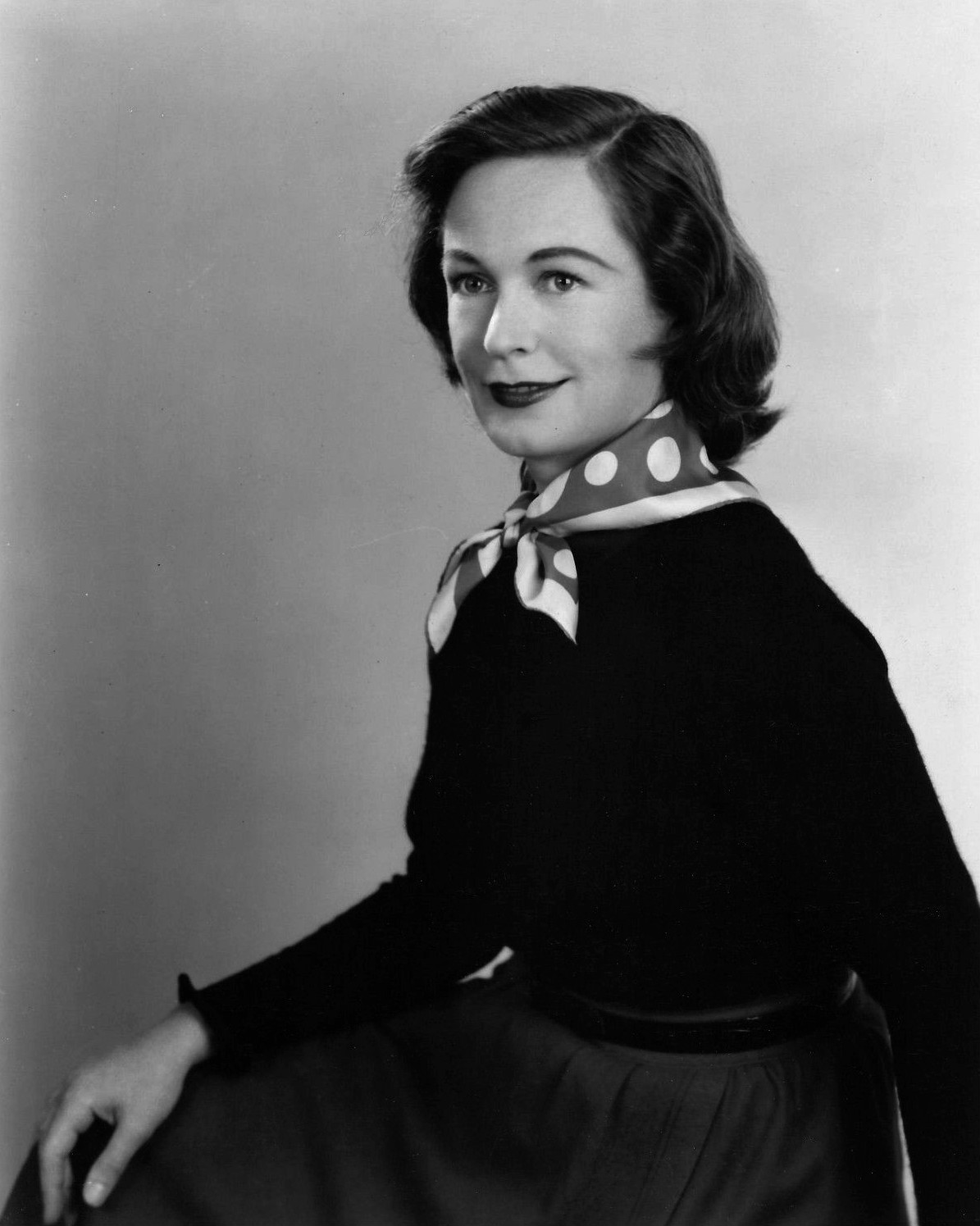
Geraldine Fitzgerald, 1956.

Geraldine Fitzgerald, född 24 november 1913 i Greystones, County Wicklow, död 17 juli 2005 i New York, New York, var en irländsk skådespelare. Hon hade en lång karriär på såväl scen som inom film.
Geraldine Fitzgerald medverkade i brittiska filmer från 1935 och kom till Hollywood 1938. Hon skrev kontrakt hos Warner Bros. men kom flera gånger på kant med bolagets direktörer och producenter då hon vägrade göra vissa roller. Bland hennes filmer märks Svindlande höjder (1939; för vilken hon nominerades till en Oscar för bästa kvinnliga biroll), Shining Victory (1941), En dag skall komma (1943), Pantlånaren (1965) och Rachel, Rachel (1968).
Från 1946 (fram till makens död 1994) var hon gift med affärsmannen Stuart Scheftel. Han var barnbarn till Isidor Straus som var en av grundarna det världskända varuhuset Macy's. Den 18 april 1955 erhöll Fitzgerald, genom naturalisation, även amerikanskt medborgarskap.
Hon har en stjärna på Hollywood Walk of Fame vid adressen 6353 Hollywood Blvd.

## Filmografi i urval
- 1939 – Svindlande höjder
- 1939 – Seger i mörkret
- 1940 – Tills vi mötas igen...
- 1941 – Shining Victory
- 1942 – Kvinnohjärtan på villovägar
- 1943 – En dag skall komma
- 1944 – Wilson
- 1945 – Om tankar kunde döda
- 1946 – 3 främlingar
- 1946 – Brottsling gör revolt
- 1948 – Att älska är farligt
- 1961 – Alfred Hitchcock presenterar (TV-serie) (gästroll, avsnittet "A Woman's Help")
- 1965 – Pantlånaren
- 1968 – Rachel, Rachel
- 1964 – Pantlånaren
- 1976 – Sista sommaren
- 1981 – En brud för mycket
- 1988 – Arthur - skakad, inte rörd